# Typhlocyba prasina
Typhlocyba prasina är en insektsart som beskrevs av Blanchard 1852. Typhlocyba prasina ingår i släktet Typhlocyba och familjen dvärgstritar. Inga underarter finns listade i Catalogue of Life.